# Kein Zufall
Kein Zufall ist das zweite Studioalbum von Cosa Rosa, erschienen im Januar 1985 auf dem Label CBS Records. Musikalisch wird das Album dem Genre Electronic und Rock, genauer dem Stil Synthiepop zugerechnet. Es wurde in Heils Tonstudio in Berlin aufgenommen.

## Entstehung
Im Jahre 1984 erschien als Vorbote für das neue Album die Single Gefühle, mit der das Duo nicht nur im Rundfunk gespielt wurde, sondern auch im Fernsehen auftreten konnte. Für das zweite Album hatten die beiden Musiker Precht und Heil an den Arrangements und ihrem eigenen Sound gefeilt, und im Zuge dessen konnten für die Aufnahmen die Musiker Peter Weihe (Gitarre), Curt Cress (Schlagzeug) und George Kochbeck für den Background-Gesang eingebunden werden. Auch bei Auftritten im TV (z. B. ZDF Hitparade 1985) standen nun mehr Musiker beim Playback auf der Bühne als nur Rosa Precht und Reinhold Heil. Ein Jahr später (1985) wurde schließlich die LP Kein Zufall und die Single Millionenmal veröffentlicht, das Album kam bis auf Platz 40 der LP-Charts.

## Titelliste
Seite 1
1. Ein neues Spiel (Heil/Precht) – 4:51
2. In meinen Armen (Precht) – 4:41
3. Gefühle (Heil/Precht) – 3:41
4. Easy Money (Heil/Precht) – 4:47
5. Riesenrad (Heil/Fontana) – 4:39

Seite 2
1. Trübe Tassen (Precht) – 3:45
2. Millionenmal (Precht) – 4:55
3. Zufall (Heil/Maurenbrecher) – 4:33
4. Ich fliehe mit dir (Precht) – 4:37
5. Trübe Tasse! (Precht) – 0:26

## Besetzung
Albumproduktion
- Rosa Precht: Gesang, Chor, Synthesizer, Klavier, Arrangement
- Reinhold Heil: Klavier, Synthesizer, Drumcomputer, Arrangement, Tontechnik
- Curt Cress: Schlagzeug
- George Kochbeck: Chor
- Peter Weihe: Gitarre

Artwork
- Hüllengestaltung: Roman Stolz[11]
- Fotos: Jim Rakete[11]

## Rezeption
Kein Zufall stieg am 2. September 1985 in die deutschen Albumcharts auf Platz 49 ein. Die Höchstposition in den Albumcharts war Platz 40 für eine Woche, ehe es dann Ende Oktober 1985 nach insgesamt acht Wochen von der Position Platz 60 aus den Charts fiel. Das DDR-Plattenlabel Amiga legte 1986 in Lizenz eine Quartett-Single mit vier Songs, einschließlich Gefühle und Millionenmal, auf.
Die Zeitschrift Audio schrieb, dass „diese Top-Scheibe aus Langeweile entstand, weil sich Reinhold Heil mit seinen Spliff-Kumpels 1985 verkracht hatte“. Weiter heißt es: „Der knackige Spliff-Sound paßte großartig zu den frechen Stücken der Sängerin. (...) Rosa Precht starb an Krebs, doch ihre Pop-Schlager leben weiter!“